# Cine Metro
O Cine Metro foi uma sala de cinema da cidade de São Paulo, localizada no centro da cidade.

## História
O Cine Metro foi inaugurado em 15 de março de 1938, na Avenida São João, eixo que passaria a concentrar nas três décadas seguintes as principais salas de exibição da cidade - informalmente conhecida como Cinelândia Paulistana. O filme inaugural da sala foi Melodia da Broadway de 1938. O Metro foi a primeira sala inaugurada na região após o Cine Ufa Palácio. A construção do Cine Metro paulistano obedecia padrões arquitetônicos similares a outras salas de cinema da rede pertencente à Metro-Goldwyn-Mayer - a MGM, não por acaso, exibia com exclusividade nos seus cinemas, durante dois meses, filmes produzidos em seus estúdios.
Durante as décadas de 1940, 1950 e 1960, era tido como um dos cinemas mais chiques de São Paulo. Os funcionários eram todos de brancos e, principalmente porteiros e indicadores (lanterninhas), recebiam instruções de etiqueta. Havia até mesmo o chamado groom, um funcionário uniformizado como soldado de guarda palacial, que precisava "ter a postura correta para receber aqueles espectadores que descem do automóvel". Exigência comum em muitas salas de cinema do centro, durante muitos anos só era permitida a entrada de espectadores do sexo masculino devidademente trajados com gravata. Esta exigência só foi extinta no verão de 1965.
A partir da década de 1970, o cinema passou a ser administrado pela Cinema International Corporation. Naquele mesmo período, o Metro foi dividido em duas salas (Metro 1 e Metro 2). Em fevereiro de 1997, a sala encerrou suas atividades. 
O imóvel no qual ficava o cinema foi comprado pela Igreja Internacional da Graça de Deus fundada pelo Missionário R. R. Soares e desde então abriga  a Sede Estadual da IIGD